# Kuncewiczowie herbu Łabędź
Kuncewiczowie – szlachecki ród herbu Łabędź, wywodzący się od Jakuba Kuncewicza (XV wiek - 1523). 
- Czesław Kuncewicz
- Dariusz Kuncewicz
- Eustacha Kuncewicz (XVI wiek)
- Franz Kuncewicz
- Franciszka Kuncewicz (1785 - XIX wiek)
- Jakub Kuncewicz (XV wiek - 1523); tytuł: koniuszy dworski
- Jan Kuncewicz (XVI wiek); tytuł: podkomorzy nowogrodzki (1581), leśniczy merecki, leśniczy orański, leśniczy
- Jerzy Kuncewicz
- Józef Kuncewicz (XVIII wiek); tytuł: rotmistrz nowogrodzki 1766
- Julian Kuncewicz
- Kasper Kuncowicz (XVI wiek); tytuł: właściciel dóbr Mokrany, marszałek borysowski, namiestnik borysowski 1523–33
- Kazimierz Kuncewicz (XVII wiek - XVIII wiek)
- Kristof Kuncewicz
- Kunca Sokołowicz (XV wiek)
- Maciej Kuncewicz (ur. XV wiek  – zm. XVI wiek); tytuł: ciwun trocki 1511
- Maciej Kuncewicz (XVI wiek); tytuł: właściciel dóbr Hanuszyszki 1590
- Matys Kuncewicz (XVI wiek); tytuł: bojar ejszycki 1558
- Michał Kuncewicz (XVI wiek)
- Mikołaj Kunca (XVI wiek)
- Mikołaj Kuncewicz (ur. 1960 w Symferopolu)
- NN Kuncewicz (XV wiek)
- Piotr Kuncewicz (1936–2007)
- Samuel Kuncewicz (XVI wiek - 1643); title: pisarz ziemski 1618, sędzia ziemski lidzki 1635
- Stefan Kuncewicz (XVIII wiek); tytuł: właściciel dóbr Saworotwa, Kuncewicze
- Witold Kuncewicz